# Claude Vanbremeersch
Claude Vanbremeersch, né le 3 janvier 1921 à Paris et mort dans la même ville le 11 février 1981, est un militaire français. Général d'armée, il est chef de l'état-major particulier du président de la République du 24 juin 1975 au 25 juin 1979 et chef d'état-major des armées du 20 juillet 1980 au 30 janvier 1981.

## Biographie

### Carrière militaire
À l'âge de 18 ans, en 1939, il entre à l'École spéciale militaire de Saint-Cyr où il devient major de la promotion Amitié Franco-Britannique. Après une instruction de six mois, sorti également major de sa promotion, il est affecté à La Valbonne, dans l'Ain, où il commande une unité de chasseurs. En 1941, il rejoint le 2e bataillon de chasseurs à pied, à Jujurieux, jusqu'au 28 novembre 1942.
Démobilisé, il tente de rejoindre les troupes d'Afrique du Nord en passant par l'Espagne. Il est arrêté à Dax le 13 août 1943, puis déporté au camp de concentration de Buchenwald, le 16 décembre 1943. Il se distingue dans le camp, organisant une "table de jeunes", où le partage règne, au sein du Block 34, et participe activement à la résistance interne sous la direction du colonel Henri Manhès, jusqu'à la libération du camp, le 11 avril 1945. Malgré un état affaibli, il refuse de se faire rapatrier en France et accompagne les troupes alliées jusqu'en juillet 1945, comme officier de liaison.
Il épouse Thérèse Wallut (1924-2024) en juin 1946 et rejoint le 16e bataillon de chasseurs à pied, au sein des Forces françaises en Allemagne. Nommé capitaine en juin 1948, une période de treize ans de campagnes coloniales s'ouvre pour lui, coupées de stages à l'École d'état-major, en 1951-1952, puis à l'École supérieure de guerre, de 1957 à 1959. Il effectue deux séjours en Indochine et un en Algérie. Le premier séjour en Indochine, de novembre 1948 à septembre 1951 est effectué au sein du 23e régiment d'infanterie coloniale, puis à l'état-major des forces terrestres, comme adjoint puis chef du 3e bureau. Au cours de son second séjour en Indochine, il est affecté à l'état-major de la 2e région militaire vietnamienne. Il est cité trois fois à l'ordre de la division au cours de ces séjours.
À son retour d'Indochine, il entre au secrétariat général permanent de la Défense nationale, puis fait l'École supérieure de guerre, période pendant laquelle il est nommé au grade de chef de bataillon. La seconde partie de l'école de guerre consiste en un stage, qu'il effectue à l'État-major du Corps d'armée d'Alger.
En quittant l'École de guerre, il prend le commandement du 27e bataillon de chasseurs alpins, alors implanté à Ifigha, en Grande Kabylie. Il est deux fois cité pour ses résultats opérationnels. Lors du putsch d'Alger du 21 avril 1961, il prend l'initiative de régler la situation de Tizi Ouzou en prenant le contrôle de la 27e division alpine, afin d'éviter qu'elle ne rejoigne le camp des généraux insurgés.
En août 1961, il reçoit le commandement du 1er bataillon de France, celui des élèves de l'École spéciale militaire de Saint-Cyr, promotion Bir Hakeim. Il rejoint ensuite l'état-major de l'armée de terre, et est promu colonel en 1965. Il prend ensuite le commandement du 35e régiment d’infanterie mécanisée à Belfort, en janvier 1966, puis est nommé directeur des études à l'École de guerre. Il est nommé général de brigade en 1970, et dirige successivement la 1re brigade mécanisée à Saarburg, la 3e division à Fribourg-en-Brisgau.

### Chef d'état-major
Il est nommé chef de l'état-major particulier du président de la République en 1975. À ce poste, il prend notamment une part active à l'élaboration de l'opération du 2e régiment étranger de parachutistes à Kolwezi en 1978. Nommé général d'armée le 1er juillet 1979, il devient commandant de la Ire Armée française, à Strasbourg, quelques jours plus tard. Il est alors frappé une première fois par un cancer, dont il se remet. Le président de la République, Valéry Giscard d'Estaing, lui propose alors la charge de chef d'État-Major des armées, qu'il accepte.

### Mort et hommages
Rattrapé par la maladie, il est contraint de démissionner de ses fonctions le 31 janvier 1981, et meurt à l'hôpital du Val-de-Grâce le 10 février suivant. Il est enterré au cimetière de Vitry-lès-Cluny, en Saône-et-Loire.
La promotion 2001-2004 de l'École spéciale militaire de Saint-Cyr a décidé de porter son nom.

### Famille
Sa fille aînée Sophie a épousé Patrick Devedjian, homme politique français.
Enfants: Sophie, Gilles, ...

## Décorations
- Grand-croix de la Légion d'honneur.
- Commandeur de l'ordre national du Mérite.
- Croix de guerre 1939–1945.
- Croix de guerre des Théâtres d'opérations extérieurs.
- Croix de la Valeur militaire.
- Croix du combattant.